# Tricorynus vittatus
Tricorynus vittatus är en skalbaggsart som beskrevs av White 1965. Tricorynus vittatus ingår i släktet Tricorynus och familjen trägnagare. Inga underarter finns listade i Catalogue of Life.